# Gotthard Calissendorff
Claes Gotthard Calissendorff, född den 24 september 1921 i Stockholm, död den 22 juni 2000 i Stockholm, var en svensk advokat. Han var vice ordförande för Sveriges Advokatsamfund under åren 1979–1981.

## Biografi
Calissendorff var son till bankdirektör Rolf Calissendorff och far till advokaten Axel Calissendorff. Han avlade studentexamen 1941 och juris kandidatexamen i Uppsala 1947. Han blev  biträdande jurist i Wetter & Svartling advokatbyrå 1949 och var delägare där 1958–1974. Han var vidare delägare i Carl Swartling advokatbyrå 1974–90 och i Mannheimer Swartling advokatbyrå 1990–1991. Han blev advokat och ledamot av Sveriges Advokatsamfund 1953 samt utnämndes till styrelseledamot där 1973. Calissendorff är begravd på Djursholms begravningsplats.